# Pterolophia arrowiana
Pterolophia arrowiana là một loài bọ cánh cứng trong họ Cerambycidae.